# Liste von Persönlichkeiten der Stadt Boulogne-Billancourt
Dies ist eine Liste von Persönlichkeiten der Stadt Boulogne-Billancourt. Die Liste erhebt keinen Anspruch auf Vollständigkeit.

## Söhne und Töchter der Stadt
Die Stadt ist der Geburtsort von:

### A
- Jean-Paul Agon (* 1956), Manager
- Alexis (1946–1977), Comiczeichner
- Keny Arkana (* 1982), Rapperin
- Florence Arthaud (1957–2015), Seglerin

### B
- Laurence Badie (1928–2024), Schauspielerin
- Élisabeth Badinter (* 1944), Philosophin und Professorin
- Frigide Barjot (* 1962), Künstlerin und Aktivistin
- Luc Barnier (1954–2012), Filmeditor
- Benoît Bazin (* 1968), CEO der Saint-Gobain
- Pierre Bellemare (1929–2018), Schriftsteller und Moderator
- Paul Belmondo (* 1963), Automobilrennfahrer und Rennstallbesitzer
- Victor Belmondo (* 1993), Theater- und Filmschauspieler
- Nicolas Berggruen (* 1961), Investor
- Stéphane Bernadis (* 1974), Eiskunstläufer
- Didier Berthet (1962–2023), katholischer Geistlicher, Bischof von Saint-Dié
- Julie Bertuccelli (* 1968), Filmregisseurin
- Pierre de Bethmann (* 1961), Jazz-Pianist
- Laurent Bezault (* 1966), Radrennfahrer
- Martine Billard (* 1952), Politikerin
- Manuel Blanc (* 1968), Schauspieler und Schriftsteller
- Bertrand Blier (1939–2025), Filmregisseur und Drehbuchautor
- Laurence Bloch (* 1952), Journalistin und Produzentin
- Vincent Bolloré (* 1952), Geschäftsmann, Industrieller und Corporate Raider
- Émile Bongiorni (1921–1949), Fußballspieler
- Philippe Bonnin (* 1955), Fechter
- Booba (* 1976), Rapper
- Roger-Yves Bost (* 1965), Springreiter
- Edmond Bourlier (1895–1936), Automobilrennfahrer
- Eugenio Bruni (1884–1956), Radrennfahrer
- Michèle Buirette (* 1949), Musikerin
- Daniel Buren (* 1938), Maler und Bildhauer
- Alice Butaud (* 1983), Schauspielerin

### C
- Guillaume Canet (* 1973), Schauspieler, Regisseur und Drehbuchautor
- Romain Cannone (* 1997), Degenfechter
- Leslie Caron (* 1931), Filmschauspielerin
- Claire Castillon (* 1975), Schriftstellerin
- Antoine de Caunes (* 1953), TV-Moderator, Schauspieler, Schriftsteller und Filmregisseur
- Catherine Clément (* 1939), Schriftstellerin, Feministin, Philosophin und Psychologin
- Jean-Baptiste Clément (1836–1903), Chansonnier und Kommunarde
- Pascal Clément (1945–2020), Politiker (UDF-PR, DL, UMP)
- Michel Combes (* 1962), Manager
- Nina Companéez (1937–2015), Drehbuchautorin und Regisseurin
- Philippe Corentin (1936–2022), Cartoonist, Kinderbuchautor und Zeichner
- Martine de Cortanze (* 1945), Rallye-, Enduro- und Powerboatfahrerin sowie Journalistin und Autorin
- Axel Corti (1933–1993), österreichischer Regisseur
- Yves Couder (1941–2019), Physiker
- Anne-Claude Crémieux (* 1955), Infektiologin
- Édith Cresson (* 1934), Politikerin (PS)

### D
- Géraldine Danon (* 1968), Schauspielerin und Schriftstellerin
- Gérard Dantan-Merlin (* 1946), Autorennfahrer
- Olivier Dassault (1951–2021), Politiker
- Christian Dauvergne (1890–1954), Automobilrennfahrer
- Didier Decoin (* 1945), Schriftsteller
- Emmanuel Desurvire (* 1955), Physiker
- Jean Devaivre (1912–2004), Regieassistent, Drehbuchautor und Filmregisseur
- Michel Deville (1931–2023), Filmregisseur und Drehbuchautor
- Lola Dewaere (* 1979), Schauspielerin
- Jacques Doucet (1924–1994), Maler
- Jean-Marie Dru (* 1947), Verbandsfunktionär

### E
- Loy Ehrlich (* 1950), Fusion- und Weltmusiker
- Odile Eisenstein (* 1949), Chemikerin
- Caroline Eliacheff (* 1947), Psychoanalytikerin

### F
- Marina Foïs (* 1970), Schauspielerin
- Jean-Marc Fontaine (1944–2019), Mathematiker
- Diana Frank (* 1965), deutsch-französische Schauspielerin

### G
- Laurent Gamelon (* 1960), Schauspieler
- Laurent Garnier (* 1966), Musiker, DJ und Techno-Pionier
- Philippe Garrel (* 1948), Schauspieler, Drehbuchautor und Filmregisseur
- Pierrejean Gaucher (* 1958), Jazzmusiker
- Anna Gavalda (* 1970), Schriftstellerin und Journalistin
- Louis Gérardin (1912–1982), Radsportler
- Hippolyte Girardot (* 1955), Schauspieler
- Sara Giraudeau (* 1985), Schauspielerin
- André Glucksmann (1937–2015), Philosoph
- Anne Goscinny (* 1968), Literaturkritikerin und Romanautorin
- Vincent Guérin (* 1965), Fußballspieler
- Stéphanie Guillon (* 1971), Maskenbildnerin
- Philippe Gurdjian (1945–2014), Automobilrennfahrer und Motorsportfunktionär

### H
- Eye Haïdara (* 1983), Schauspielerin malischer Abstammung
- Henri Hajdenberg (* 1947), Rechtsanwalt
- David Hallyday (* 1966), Musiker, Sohn von Johnny Hallyday
- Gwendoline Hamon (* 1970), Schauspielerin
- Raphaël Haroche (* 1975), Sänger
- Louise Henderson (1902–1994), Malerin, Kunsthandwerkerin und Lehrer für Kunst und Kunsthandwerk
- Guy Hocquenghem (1946–1988), Autor, Philosoph, Hochschullehrer und Aktivist der französischen Schwulenbewegung
- Olivier Hutman (* 1954), Jazz-Pianist

### I
- Marie-Thérèse Ibos (1922–2011), Geigerin

### J
- Bernard Jancovici (1930–2013), Theoretischer Physiker
- Franck Javary (* 1967), römisch-katholischer Geistlicher, Bischof von Châlons

### K
- Henri Kagan (* 1930), Chemiker
- Sandrine Kiberlain (* 1968), Schauspielerin
- Peter Kiewitt (* 1939), deutscher Diplomat

### L
- Roger Labric (1893–1962), Journalist, Schriftsteller und Rennfahrer
- Nadine Landowski (1908–1944), Malerin und Bühnenbildnerin
- Gérard Lanvin (* 1950), Schauspieler
- Mireille Laurent (1938–2015), Badmintonspielerin
- Henri Lavagne (* 1939), Althistoriker und Klassischer Archäologe
- Guillaume Leriche (* 1975), Tontechniker
- Ferdinand de Lesseps (* 1957), Fotograf und Rennfahrer
- Marc Levy (* 1961), Schriftsteller und Filmproduzent
- Thierry Lhermitte (* 1952), Schauspieler
- Pierre Lhomme (1930–2019), Kameramann
- Vincent Lindon (* 1959), Filmschauspieler
- Éric Lombard (* 1958), Geschäftsmann im Finanzsektor und Politiker

### M
- Christian Manen (1934–2020), Komponist und Musikpädagoge
- Isabel Marant (* 1967), Modeschöpferin
- Alexandre Mars (* 1974), Unternehmer, Philanthrop und Autor
- Jean-Luc Maury-Laribière (* 1943), Automobilrennfahrer und Unternehmer
- Joséphine de Meaux (* 1977), Schauspielerin
- Paul-André Meyer (1934–2003), Mathematiker
- Gilbert Mitterrand (* 1949), Politiker und Produzent; zweiter Sohn des  französischen Staatspräsidenten François Mitterrand
- Jean-Christophe Mitterrand (* 1946), Sohn des französischen Staatspräsidenten François Mitterrand
- Ariane Mnouchkine (* 1939), Theater- und Filmregisseurin, Theaterleiterin und Autorin
- Patrick Modiano (* 1945), Schriftsteller
- David Moreau (* 1976), Regisseur, Drehbuchautor und Produzent

### N
- Charles Napoléon (* 1950), Politiker und Oberhaupt der Familie Bonaparte
- Nessbeal (* 1978), Rapper marokkanischer Herkunft
- Pierre Niney (* 1989), Schauspieler

### O
- Bulle Ogier (* 1939), Schauspielerin
- Maud Olivier (* 1953), Politikerin (PS)
- Farida Ouchani (* 1967), Schauspielerin marokkanischer Herkunft
- Luc Oursel (1959–2014), Manager

### P
- Edmond Pagès (1911–1987), Radrennfahrer
- Walther Paravicini (* 1976), deutscher Mathematikdidaktiker
- Florence Parly (* 1963), Politikerin
- Perrine Pelen (* 1960), Skirennläuferin
- Grégoire Peters (* 1961), Jazzmusiker
- Frédéric Pierrot (* 1960), Schauspieler
- Claude Pinoteau (1925–2012), Filmregisseur und Drehbuchautor
- Françoise Pollet (* 1949), Opernsängerin (Sopran) und Gesangspädagogin
- Jérôme Pradon (* 1964), Schauspieler und Sänger

### R
- Louis Renault (1877–1944), Ingenieur
- Vincent Reynouard (* 1969), Chemieingenieur, Mathematiklehrer und Geschichtsrevisionist
- Jean-Louis Ricci (1944–2001), Automobilrennfahrer
- Pascale Roberts (1930–2019), Schauspielerin
- Jean C. Roché (1931–2025), Ornithologe und Vogelgesang-/Bioakustik-Forscher
- Olivier Rolin (* 1947), Autor
- Edmond de Rothschild (1845–1934), Philanthrop, Zionist, Mäzen und Sammler
- Maurice de Rothschild (1881–1957), Bankier, Mäzen und Politiker
- France Rumilly (* 1939), Schauspielerin

### S
- Tiphaine Samoyault (* 1968), Literaturwissenschaftlerin und Schriftstellerin
- Michel Sapin (* 1952), Politiker (PS)
- Alain Sarde (* 1952), Filmproduzent
- Romain Sardou (* 1974), Schriftsteller
- Cécilia Sarkozy (* 1957), Model und ehemalige Ehefrau von Nicolas Sarkozy
- Laëtitia Sarrazin (* 1993), Tennisspielerin
- SebastiAn (* 1981), Electro-Musiker
- Claudia Solal (* 1971), Jazzsängerin und -komponistin
- Agnès Spaak (* 1944), belgisch-französische Schauspielerin und Fotografin
- Catherine Spaak (1945–2022), französisch-italienische Schauspielerin und Sängerin
- Laurent Spielvogel (* 1955), Schauspieler

### T
- Valentin Tabellion (* 1999), Radrennfahrer
- Jean-Yves Tadié (geboren 1938) Literaturwissenschaftler
- Inès Taittinger (* 1990), Autorennfahrerin
- Théophile Tellier (1872–1955), Kolonialbeamter
- Marie Trintignant (1962–2003), Schauspielerin
- Patricia Tulasne (* 1959), kanadische Filmschauspielerin und Synchronsprecherin

### U
- Gaspard Ulliel (1984–2022), Schauspieler

### V
- Christian Vadim (* 1963), Schauspieler
- Marina de Van (* 1971), Regisseurin, Drehbuchautorin und Schauspielerin
- Michael Vartan (* 1968), Schauspieler
- André de Victor (1898–1955), Automobilrennfahrer

### W
- Ophélie Winter (* 1974), Popsängerin und Schauspielerin

### Y
- Caroline Yadan (* 1968), Rechtsanwältin und Parlamentsabgeordnete

### Z
- Zazie (* 1964), Sängerin

## Mit der Stadt verbunden
Verstorben sind hier:

### A – K
- Francine Aubin (1938–2016), Komponistin, Dirigentin, Lehrerin und Malerin
- Pierre Badel (1928–2013), Regisseur
- Eddie Barclay (1921–2005), Musikproduzent und Musikverleger
- Édouard Baumann (1895–1985), Fußballspieler
- Marc Bouissou (1931–2018), Ruderer
- Fédote Bourgasoff (1890–1945), russischer Kameramann
- Boun Oum (1911/12–1980), laotischer Hochadeliger und Politiker
- Jean Cariou (1870–1951), Vielseitigkeits- und Springreiter
- Claude Carvallo (1916–1981), Badmintonspielerin
- Claudine Chomat (1915–1995), Politikerin und Résistance-Kämpferin
- Christian-Jaque (1904–1994), Regisseur
- Victor Cosson (1915–2009), Radrennfahrer
- Étienne Decroux (1898–1991), Schauspieler und Pantomime, der hier auch lange Jahre seine Pantomimenschule betrieb
- Jacques Deray (1929–2003), Filmregisseur
- Lucette Descaves (1906–1993), Pianistin
- Serge Doubrovsky (1928–2017), Schriftsteller und Literaturkritiker
- Jean d’Eaubonne (1903–1971), Filmarchitekt
- Aldo Eminente (1931–2021), Schwimmer
- Edwige Feuillère (1907–1998), Schauspielerin
- Pierre Flahault (1921–2016), Automobilrennfahrer
- Louis Fourestier (1892–1976), Komponist, Dirigent und Musikpädagoge
- Paul Fritsch (1901–1970), Boxer im Federgewicht
- Jules Girardet (1856–1938), Maler und Illustrator
- Germaine Golding (1887–1973), Tennisspielerin
- Juan Gris (1887–1927), Maler
- Nathan Imenitoff (1884–1965), Bildhauer und Maler
- Claude Jade (1948–2006), Schauspielerin
- Albert Kahn (1860–1940), Bankier
- Michel Kelber (1908–1996), ukrainisch-französischer Kameramann

### L – Z
- Robert Lamoureux (1920–2011), Schauspieler, Regisseur, Drehbuchautor und Chansonnier
- Paul Landowski (1875–1961), Bildhauer
- Françoise Landowski-Caillet (1917–2007), Pianistin und Malerin
- Carlo Lastricati (1923–2003), italienischer Filmproduzent und Filmregisseur
- François Le Lionnais (1901–1984), Schriftsteller, Wissenschaftsjournalist und Verleger
- Gustave Lefèvre (1831–1910), Musikpädagoge und Komponist
- Bernard Malivoire (1938–1982), Steuermann im Rudern
- Philippe de Marne (1873–1955), französischer Automobilrennfahrer
- William Marshall (1917–1994), US-amerikanischer Bandmusiker, Filmschauspieler, Filmregisseur und Filmproduzent
- Jerry Mengo (1911–1979), Unterhaltungs- und Jazzmusiker, Bandleader, Filmkomponist und Arrangeur
- Mathieu Montcourt (1985–2009), Tennisspieler
- Gaston Mottet (1899–1973), Automobilrennfahrer
- Joseph Noyon (1888–1962), Kirchenmusiker und Komponist
- Zoé Oldenbourg (1916–2002), Schriftstellerin, Historikerin und Malerin
- Albert Perrot (1894–1950), Automobilrennfahrer
- Serge Piménoff (1895–1960), russischer Filmarchitekt
- Felix Pollaczek (1892–1981), österreichisch-französischer Mathematiker und Ingenieur
- Suzy Prim (1895–1991), Schauspielerin
- Sylvain Eugène Raynal (1867–1939), französischer Offizier
- Serge Reggiani (1922–2004), Schauspieler und Chansonnier
- Emmanuel Roblès (1914–1995), Schriftsteller
- Louis Rollet (1915–2001), Kolonialbeamter
- Claude Rutault (1941–2022), Konzeptkünstler
- Robert Sabatier (1923–2012), Schriftsteller und Literaturkritiker
- Henri Étienne Sainte-Claire Deville (1818–1881), Chemiker
- Ferdinand de Schlatter (1831–1907), Segler
- Georges Sérès jr. (1918–1983), Radrennfahrer
- Charles Thaon (1910–2000), Eisschnellläufer
- François Villiers (1920–2009), Träger des Ordens Chevalier de la Légion d’honneur, Regisseur und Drehbuchautor